# Eisenbindungskapazität
Die Eisenbindungskapazität (EBK) des Blutserums ist ein mittlerweile veralteter Laborparameter zur Beurteilung des Eisenstoffwechsels. Er ist durch die direkte Messung des Serum-Transferrins und Bestimmung der Transferrinsättigung ersetzt worden.
Die EBK überprüft, wie viel Eisen im Serum gebunden wird, wenn man Eisen im Überschuss zusetzt. Diesen Wert bezeichnet man als „totale Eisenbindungskapazität“ (TEBK) oder Total Iron Binding Capacity (TIBC). Eine hohe TEBK entspricht einer hohen Transferrinkonzentration.
Die latente oder „freie Eisenbindungskapazität“ ist die Differenz zwischen TEBK und dem gemessenen Serum-Eisen. Die freie EBK entspricht dem nicht mit Eisen besetzten Transferrin, also den freien Eisenbindungsstellen in der Blutflüssigkeit. 

## Referenzbereich
- TEBK: 270–420 µg/100 ml
- freie EBK: 150–300 µg/100 ml

Der Wert bezeichnet die Menge Eisen, die von 100 ml Serum gebunden wird.